# Puerto Banús
El Puerto José Banús, más conocido como Puerto Banús, es un puerto deportivo de lujo. Forma parte del distrito de Nueva Andalucía (Marbella), en la provincia de Málaga, España.
Este enclave turístico se ha convertido, desde que fue inaugurado en mayo de 1970, en uno de los mayores centros de entretenimiento de la Costa del Sol, alcanzando fama y prestigio internacional. Ha obtenido la Medalla de Oro al Mérito Turístico en 1975 y el Gold Mercury International por su acción en favor del desarrollo a la cooperación económica, cultural y social.
Su código postal es 29660 (Nueva Andalucía).

## Historia

Vista nocturna de Puerto Banús.

El arquitecto Noldi Schreck, el cual participó en el diseño y construcción de Beverly Hills, fue visitado en 1966 por el príncipe Alfonso de Hohenlohe, para pedirle que hiciera el Beach Club del Hotel Marbella Club. Su primer trabajo sirvió para conocer a José Banús y convencerle de que Puerto Banús no debía desarrollarse con enormes rascacielos, sino como un pueblo andaluz con marina. En esta visión también participó el joven arquitecto Marcos Sainz, quien colaboró estrechamente en el diseño urbanístico del proyecto. Juntos consiguieron darle el toque de sofisticación que alcanzó Puerto Banús. José Banús se convirtió en el promotor más importante de complejos de turismo residencial de la Costa del Sol y el puerto tomó su nombre.
El fastuoso complejo tuvo su apertura en mayo de 1970. Asistieron, entre otros, los Príncipes de España Juan Carlos y Sofía de Grecia, los Príncipes de Mónaco Rainiero y Grace Kelly, el Aga Khan, el director de cine Roman Polanski, el fundador de Playboy Hugh Hefner y el doctor Christian Barnard, pionero en el trasplante de corazón. Un joven Julio Iglesias fue contratado para amenizar la gala.
En la década de los setenta, Salmán bin Abdulaziz, gobernador de Riad en aquellos años, junto a su hermano el fallecido rey Fahd, comenzaron a ser asiduos de la Costa del Sol. En su primera visita reservaron 32 habitaciones del hotel Incosol para su séquito. Dos años después, comenzaron a construir cinco palacios en la milla de oro de Marbella con una extensión de 200.000 metros cuadrados, y más tarde compraron dos pantalanes en Puerto Banús con una valoración superior al millón de euros, entre ellos el muelle de honor donde atracarían desde entonces el Shaf London anteriormente denominado Aquitou con 53 metros de eslora que el rey Salmán adquirió en 1991. Desde aquellos años existe la predilección de dinastías como la Saudí, además de las extensas familias Reales del golfo Pérsico en elegir Puerto Banús como destino turístico durante largas temporadas con un alto gasto económico.

## Clima
El clima de la zona ha contribuido a su ascensión entre los lugares más exclusivos del mundo, ya que está protegida en su franja norte por el Cordón Montañoso Litoral de la cordillera Penibética, y ello hace que goce de un microclima que origina una temperatura media anual de 18 °C.

## Turismo

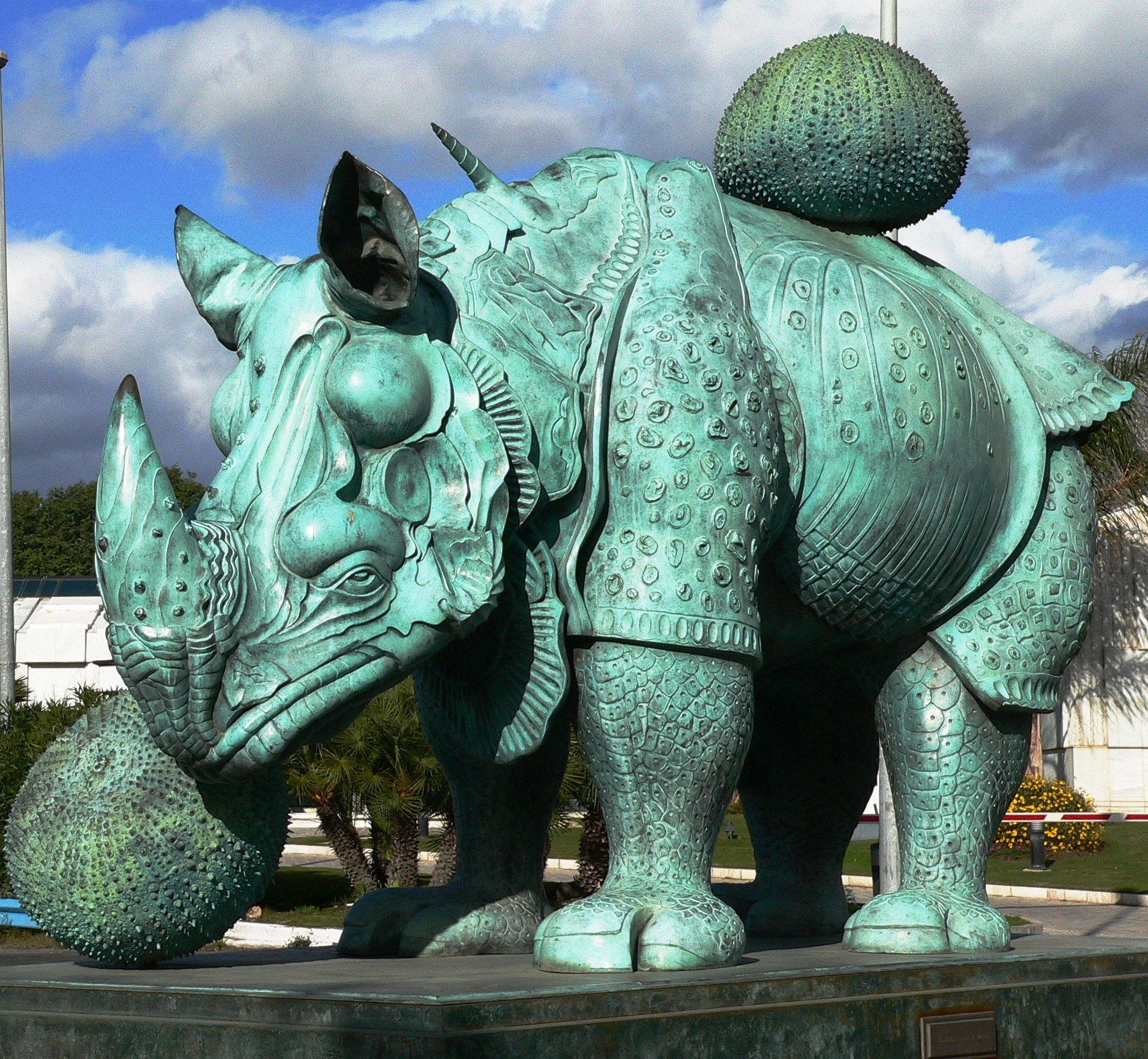
Rinoceronte vestido con puntillas, obra de Salvador Dalí.

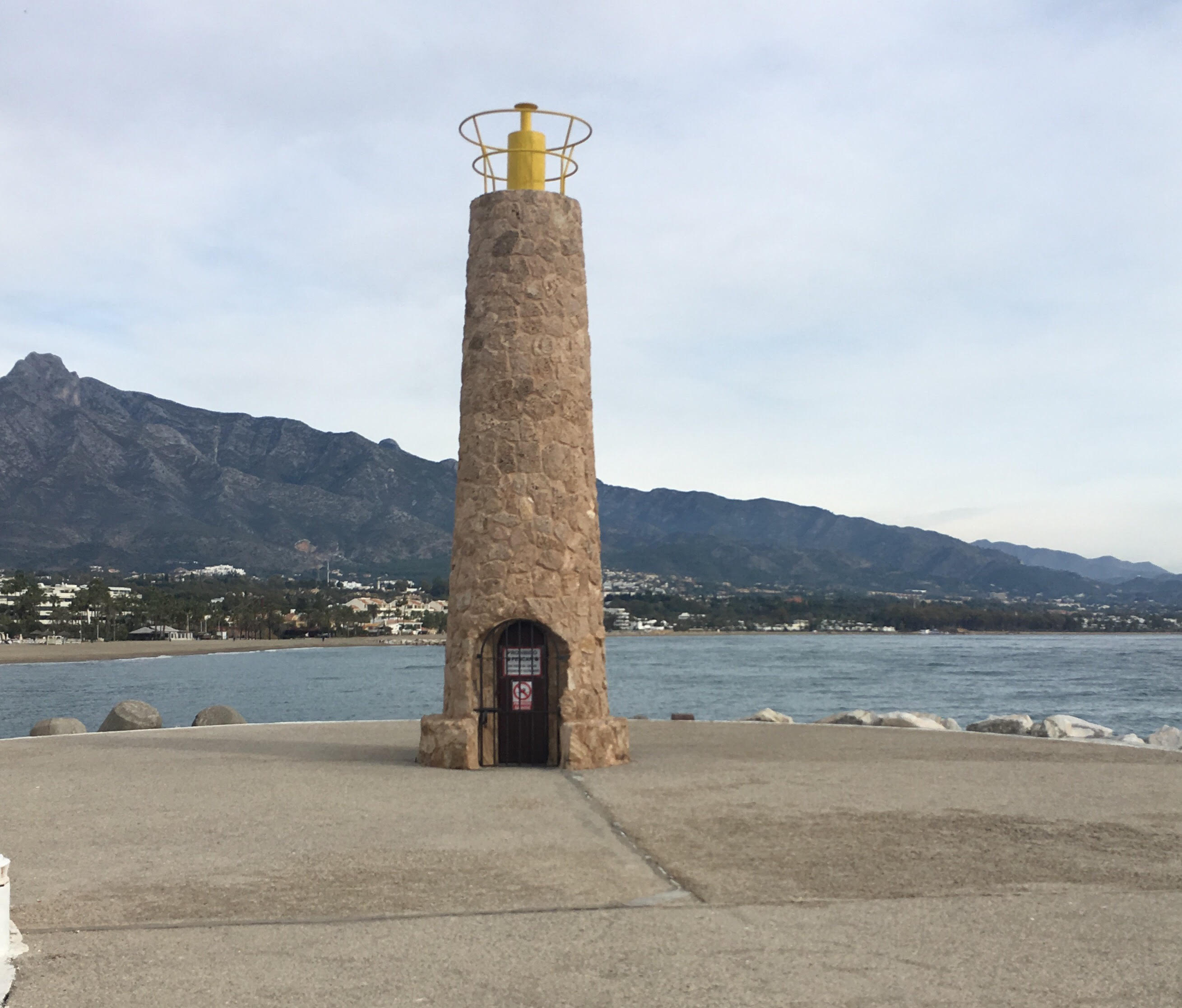
Faro Puerto Banús

Su localización geográfica y la visita de numerosos personajes populares lo convierten en un atractivo destino veraniego. Según datos del Ayuntamiento de Marbella, Puerto Banús es visitado anualmente por casi 5 millones de personas.
En las calles del Puerto se encuentran exclusivas firmas de moda como Louis Vuitton, Dior, Gucci, Versace, Bvlgari, Dolce & Gabbana, Hugo Boss, Ray-Ban o Rolex. Debido a sus exitosas cifras de turismo posee El Corte Inglés con la mayor facturación de España en verano y durante muchos años el líder anual. El entorno cuenta asimismo con varios hoteles de gran lujo.
En el Boulevard de la Fama de Puerto Banús se rinde un homenaje a personalidades que han promocionado Marbella en el ámbito nacional o internacional mediante su dedicación profesional. Y en una de las rotondas de acceso al puerto podremos contemplar la enorme escultura, de tres toneladas, Rinoceronte vestido con puntillas (1956), del artista Salvador Dalí.

## Instalaciones
Sus instalaciones se crearon siguiendo el modelo "Marinas" de la Costa Azul francesa. Este enclave turístico es el cuarto puerto deportivo del ranking mundial por costo de atraque. El alquiler diario de un amarre tiene un precio de 2.069 €, tan solo superado por los puertos italianos de Marina Grande en Capri, Porto Cervo en Cerdeña y Marina di Portofino, en Portofino.
Entre sus características técnicas, destaca que tiene 915 atraques para embarcaciones de hasta 50 metros de eslora con un calado máximo de seis metros, estas embarcaciones pueden atracar en sus 15 hectáreas protegidas por diques de abrigo.